# Adu Ares
 (août 2025).
Adu Ares, né le 12 octobre 2001 à Bilbao en Espagne, est un footballeur espagnol qui évolue au poste d'ailier droit au Real Saragosse, en prêt de l'Athletic Bilbao.

## Biographie

### En club
Né à Bilbao en Espagne, Adu Ares joue notamment pour la SD SD Indautxu et le Santutxu FC (en) avant de rejoindre l'Athletic Bilbao. Lors de l'été 2022 il est intégré à l'équipe première afin de participer aux matchs d'avant saison.
Il joue son premier match en équipe première le 15 août 2022, lors d'une rencontre de Liga, la première division espagnole face au RCD Majorque. Il entre en jeu à la place d'Iñaki Williams et les deux équipes se neutralisent ce jour-là,.
Le 1er novembre 2023 il réalise un doublé face au UE Rubí (en) lors d'une rencontre de coupe d'Espagne. Il s'agit de ses premiers buts pour l'Athletic Bilbao et il permettent à son équipe de s'imposer (1-2 score final). Le 14 décembre 2023, Ares prolonge son contrat avec l'Athletic, étant désormais lié au club jusqu'en juin 2027.
Le 30 août 2024, Adu Ares rejoint le Real Saragosse sous la forme d'un prêt d'une saison sans option d'achat.